# Rudki (Tomaszów Lubelski)
Pour les articles homonymes, voir Rudki.
Rudki (prononciation [ˈrutki]) est un village de la gmina de Lubycza Królewska du powiat de Tomaszów Lubelski dans la voïvodie de Lublin, situé dans l'est de la Pologne.
Le village se situe à environ 15 kilomètres au sud de Tomaszów Lubelski (siège du powiat) et 120 kilomètres au sud-est de Lublin (capitale de la voïvodie).

## Administration
De 1975 à 1998, le village est attaché administrativement à l'ancienne voïvodie de Zamość.

Depuis 1999, il fait partie de la nouvelle voïvodie de Lublin.